# Menophra chionodes
Menophra chionodes är en fjärilsart som beskrevs av Eugen Wehrli 1941. Menophra chionodes ingår i släktet Menophra och familjen mätare. Inga underarter finns listade i Catalogue of Life.